# Pycnogonum diceros
Pycnogonum diceros is een zeespin uit de familie Pycnogonidae. De soort behoort tot het geslacht Pycnogonum. Pycnogonum diceros werd in 1940 voor het eerst wetenschappelijk beschreven door Marcus. 